# العلاقات الأرجنتينية البرتغالية
العلاقات الأرجنتينية البرتغالية هي العلاقات الثنائية التي تجمع بين الأرجنتين والبرتغال.

## مقارنة بين البلدين
هذه مقارنة عامة ومرجعية للدولتين:
| وجه المقارنة                                              | الأرجنتين                                               | البرتغال                                                  |
| --------------------------------------------------------- | ------------------------------------------------------- | --------------------------------------------------------- |
| المساحة (كم2)                                             | 2.78 مليون                                              | 92.21 ألف                                                 |
| عدد السكان (نسمة)                                         | 44.27 مليون                                             | 10.60 مليون                                               |
| الكثافة السكانية (ن./كم²)                                 | 15.92                                                   | 114.95                                                    |
| العاصمة                                                   | بوينس آيرس                                              | لشبونة                                                    |
| اللغة الرسمية                                             | اللغة الإسبانية                                         | اللغة البرتغالية، اللغة الميراندية                        |
| العملة                                                    | البيزو الأرجنتيني 1983 ‏، بيزو أرجنتيني، أسترال أرجنتيني | يورو، اسكودو برتغالي                                      |
| الناتج المحلي الإجمالي (بليون دولار)                      | 637.59 مليار                                            | 217.57 مليار                                              |
| الناتج المحلي الإجمالي (تعادل القوة الشرائية) بليون دولار | 883.02 مليار                                            | 307.82 مليار                                              |
| الناتج المحلي الإجمالي الاسمي للفرد دولار أمريكي          | 13.43 ألف                                               | 19.22 ألف                                                 |
| الناتج المحلي الإجمالي للفرد دولار أمريكي                 |                                                         | 28.76 ألف                                                 |
| مؤشر التنمية البشرية                                      | 0.827                                                   | 0.830                                                     |
| رمز المكالمات الدولي                                      | +54                                                     | +351                                                      |
| رمز الإنترنت                                              | .ar                                                     | .pt                                                       |
| المنطقة الزمنية                                           | 00                                                      | توقيت غرب أوروبا، توقيت غرب أوروبا الصيفي، أوروبا/لشبونة ‏ |

## مدن متوأمة
في ما يلي قائمة باتفاقيات التوأمة بين مدن أرجنتينية وبرتغالية:
- ترتبط بوينس آيرس مع لشبونة باتفاقية توأمة منذ 19 مايو 1994.

## منظمات دولية مشتركة
يشترك البلدان في عضوية مجموعة من المنظمات الدولية، منها:
| علم المنظمة | اسم المنظمة                               | تاريخ انضمام الأرجنتين | تاريخ انضمام البرتغال |
| ----------- | ----------------------------------------- | ---------------------- | --------------------- |
|             | البنك الإفريقي للتنمية                    | ?                      | ?                     |
|             | المنظمة الهيدروغرافية الدولية             | ?                      | ?                     |
|             | منظمة الشرطة الجنائية الدولية             | ?                      | ?                     |
|             | الاتحاد البريدي العالمي                   | ?                      | ?                     |
|             | منظمة التجارة العالمية                    | ?                      | ?                     |
|             | الفريق المعني برصد الأرض                  | ?                      | ?                     |
|             | مجموعة الموردين النوويين                  | ?                      | ?                     |
|             | مؤسسة التنمية الدولية                     | 3 أغسطس 1962           | 29 ديسمبر 1992        |
|             | مؤسسة التمويل الدولية                     | 13 أكتوبر 1959         | 8 يوليو 1966          |
|             | منظمة حظر الأسلحة الكيميائية              | ?                      | ?                     |
|             | الأمم المتحدة                             | 24 أكتوبر 1945         | 14 ديسمبر 1955        |
|             | الاتحاد الدولي للاتصالات                  | 1889                   | 1866                  |
|             | البنك الدولي للإنشاء والتعمير             | 20 سبتمبر 1956         | 29 مارس 1961          |
|             | مجموعة أستراليا                           | 1993                   | 1985                  |
|             | المركز الدولي لتسوية المنازعات الاستشارية | 18 نوفمبر 1994         | 1 أغسطس 1984          |
|             | وكالة ضمان الاستثمار متعدد الأطراف        | 11 فبراير 1992         | 6 يونيو 1988          |
|             | نظام تحكم تكنولوجيا القذائف               | 1993                   | 1992                  |
|             | يونسكو                                    | 15 سبتمبر 1948         | 11 مارس 1965          |

## أعلام
هذه قائمة لبعض الشخصيات التي تربطها علاقات بالبلدين:
- إدغاردو أندرادا (لاعب كرة قدم أرجنتيني، 2 يناير 1939 – )
- إنريكي وولف (لاعب كرة قدم أرجنتيني، 21 فبراير 1949[21] – )
- جوناثان كريستيان سيلفا (لاعب كرة قدم أرجنتيني، 29 يونيو 1994[22] – )
- خوان كارلوس ألمادا (لاعب كرة قدم أرجنتيني، 15 أغسطس 1962 – )
- خورخي لويس بورخيس (24 أغسطس 1899[23][24][25] – 14 يونيو 1986[23][24][25])
- دومينغو فرينش (عسكري أرجنتيني، 21 نوفمبر 1774[26] – 4 يونيو 1825[26])
- غوستافو كابرال (لاعب كرة قدم أرجنتيني، 14 أكتوبر 1985 – )
- فاكوندو فيرايرا (لاعب كرة قدم أرجنتيني، 14 مارس 1991[27] – )
- ماريو أماديو (دبلوماسي أرجنتيني، 11 يناير 1911 – 19 مارس 1983)
- ماكسيما ملكة هولندا (17 مايو 1971 – )
- مانويل فيريرا (لاعب كرة قدم أرجنتيني، 22 أكتوبر 1905 – 29 يوليو 1983)

## وصلات خارجية
- موقع وزارة الخارجية الأرجنتينية
- موقع وزارة الخارجية البرتغالية